# 20298 Gordonsu
20298 Gordonsu este un asteroid din centura principală de asteroizi.

## Descriere
20298 Gordonsu este un asteroid din centura principală de asteroizi. A fost descoperit pe 24 martie 1998 la Socorro, New Mexico, în cadrul proiectului LINEAR. Asteroidul prezintă o orbită caracterizată de o semiaxă mare de 2,59 ua, o excentricitate de 0,10 și o înclinație de 7,9° în raport cu ecliptica.